# Friedebert Becker
Friedebert Becker (* 17. Juni 1907 in Köln; † 6. September 1984) war ein deutscher Journalist. Er war u. a. Herausgeber und Chefredakteur des Sport (später Sport-Magazin) und Kicker (beide 1968 zum kicker-sportmagazin fusioniert).

## Leben
Nach dem Besuch des Reform-Realgymnasiums in Düsseldorf studierte Becker an der Universität Köln und Karls-Universität Prag und promovierte in Philosophie. Er war Redakteur von Nachrichtenbüros und arbeitete in den Jahren 1929 bis 1930 u. a. für das Berliner Tageblatt als Auslandskorrespondent in Prag. Anschließend war Becker von 1930 bis 1933 als Redakteur beim Ullstein Verlag tätig. Er verfasste zwischen 1930 und 1933 wissenschaftliche Beiträge für die Zeitschrift Koralle.
In den Folgejahren arbeitete er als Sportredakteur des Fußball und Kicker, bei letzterem auch als Chefredakteur. Später wurde Becker freier Sportjournalist, ab 1942 war er vorwiegend im Ausland tätig. In Italien lebte er in Obhut eines Widerstandskämpfers, da eine polizeiliche Meldung in Deutschland nicht mehr ratsam erschien.
Nach dem Zweiten Weltkrieg arbeitete Becker zunächst als politischer Redakteur und Chef vom Dienst der Nürnberger Nachrichten. Er wurde Lizenzträger des Olympia-Verlags und gab dort die neue Zeitschrift Sport (1948 wegen einer gleichnamigen Zürcher Sportzeitung in Sport-Magazin umbenannt) heraus, bei der er zusammen mit dem ehemaligen Nationalspieler der Spielvereinigung Fürth Hans Fiederer auch die Chefredaktion übernahm. 1951 schied Becker aus dem Verlag aus und gründete den Kicker im Verlag Th. Martens & Co. in München neu, wo er wieder bis 1966 als Herausgeber agierte. Herausgegeben wurden durch Becker auch eine Reihe von Büchern zur Fußball-Weltmeisterschaft und zum Europapokal.

## Ehrungen
- 1980: Bundesverdienstkreuz am Bande[4]